# Öronmärkning (ekonomi)
Öronmärkning är när resurser avsätts för ett särskilt ändamål och inte sedan får omfördelas till att täcka andra behov. Till exempel kan man i en budget öronmärka en viss summa pengar för ett särskilt projekt inom en viss avdelning, vilket innebär att den avdelningen måste använda alla de pengarna i just det projektet. Ordet kommer av hur man öronmärker boskapsdjur för att visa vem de tillhör.